# Maxixe
O maxixe ou tango brasileiro, é um tipo de dança de salão brasileira criada por afrodescendentes, no Rio de Janeiro na segunda metade do século XIX. Dançada a um ritmo rápido de 2/4, notam-se também influências do lundu, polca e da havaneira. Por isso mesmo, o maxixe é chamado por alguns de tango brasileiro. Alguns relatos afirmam também uma diferença com relação à harmonia, sendo a do tango brasileiro (como os de Ernesto Nazareth) um pouco mais complexa do que de seu "irmão", o maxixe. 
Foi criado pelos chorões, conjuntos instrumentais de choro, fazendo uma variante altamente sincopada da havaneira, gênero cubano que também era chamado tango-habanera (o primeiro uso da palavra "tango" é datado de 1823, em Havana) e que, na sua variante brasileira, passou a ser chamado "tango brasileiro". Até o advento do samba, o maxixe foi o gênero dançante mais importante do Rio de Janeiro.

## História
O ritmo, segundo a hipótese de alguns estudiosos, foi influenciado pela música trazida por escravos de Moçambique, daí originando o seu nome que é homônimo à cidade moçambicana de Maxixe. Ainda hoje, o padrão rítmico da marrabenta (música moçambicana) guarda semelhanças com os padrões rítmicos do maxixe. Outra hipótese sugere que o nome tenha se originado de uma pessoa chamada "Maxixe", que teria em um baile de carnaval na cidade do Rio de Janeiro, dançado o lundu em um ritmo diferente, criando, assim, a dança maxixe. Ainda há a hipótese de que a planta maxixe batizou essa nova dança, que começou a se popularizar em toda a cidade.
Como uma das primeiras danças urbanas do Brasil, o maxixe é oriundo da Cidade Nova, bairro do Rio de Janeiro, cuja principal característica era a forte presença de afrodescendentes. Diferentemente da dança do lundu, que era mais ligada ao mundo rural e na qual todos participavam da roda cantando, dançando ou batendo palmas, no maxixe todos os pares dançam ao mesmo tempo, com a melodia e a voz situadas fora do universo dos dançarinos.
O maxixe, pelo seu caráter lúdico e sensual, foi alvo de fortes preconceitos, sendo rotulado de indecente por grande parte da sociedade. Passou a ser chamado de "tango brasileiro" para esconder a relação dessas composições com o maxixe. Devido aos comentários preconceituosos sobre o maxixe, a dança só se popularizou por meio dos clubes carnavalescos e do teatro de revista, e foi amplamente divulgada por grupos de choro, bandas de música e pianistas populares.
 Assim, tornou-se o gênero dançante mais importante do Rio de Janeiro. Tal como o tango, este estilo foi também exportado para a Europa e Estados Unidos nos primórdios do século XX, por exemplo, ganhando notoriedade entre os franceses pelos pés do requintado dançarino Duque, em Paris.

## Legado
A forma rítmica do maxixe influenciou as obras de Donga e Sinhô, pioneiros compositores do samba, que tomaria lugar do maxixe como principal gênero musical brasileiro. Enquanto dança, o maxixe está presente nos passos do samba de gafieira, o samba de breque e o samba-choro) também preserva muitas estruturas rítmicas do maxixe. A lambada também deve algumas contribuições de estilo ao maxixe.